# (6827) Wombat
(6827) Wombat est un astéroïde de la ceinture principale.

## Description
(6827) Wombat est un astéroïde de la ceinture principale. Il fut découvert par Takeshi Urata le 27 septembre 1990 à l'observatoire de Nihondaira. Il présente une orbite caractérisée par un demi-grand axe de 2,597 UA, une excentricité de 0,154 et une inclinaison de 12,91° par rapport à l'écliptique.
Il fut nommé en référence au wombat, marsupial d'Australie et de Tasmanie. Il en existe 3 espèces, l'espèce dite commune est la plus répandue.

## Compléments